# Музей Голубого Маврикия
Музе́й Голубо́го Маври́кия (англ. Blue Penny Museum) — музей почтовых марок на набережной Кодан в Порт-Луи, столице Маврикия.

## Описание
Музей был основан Коммерческим банком Маврикия и открылся в ноябре 2001 года.
В коллекции музея находятся две первые почтовые марки Маврикия 1847 года — «Розовый Маврикий» и «Голубой Маврикий». Марки были приобретены 10 ноября 1993 года на аукционе в Швейцарии за 2 млн долларов консорциумом маврикийских банков и предприятий, во главе с Коммерческим банком Маврикия, и возвращены на остров спустя почти 150 лет.
Для обеспечения лучшей сохранности оригиналы марок подвергаются только кратковременному воздействию света. Большую часть времени экспонируются только их копии.
В экспозиции музея также хранятся:
- другие почтовые марки Маврикия,
- старые морские карты,
- картины, гравюры, скульптуры, в том числе подлинная статуя Поля и Виргинии, созданная в 1881 году Проспером д’Эпинэ[фр.][3],
- старинные документы, свидетельствующие о богатой истории и культуре Маврикия.

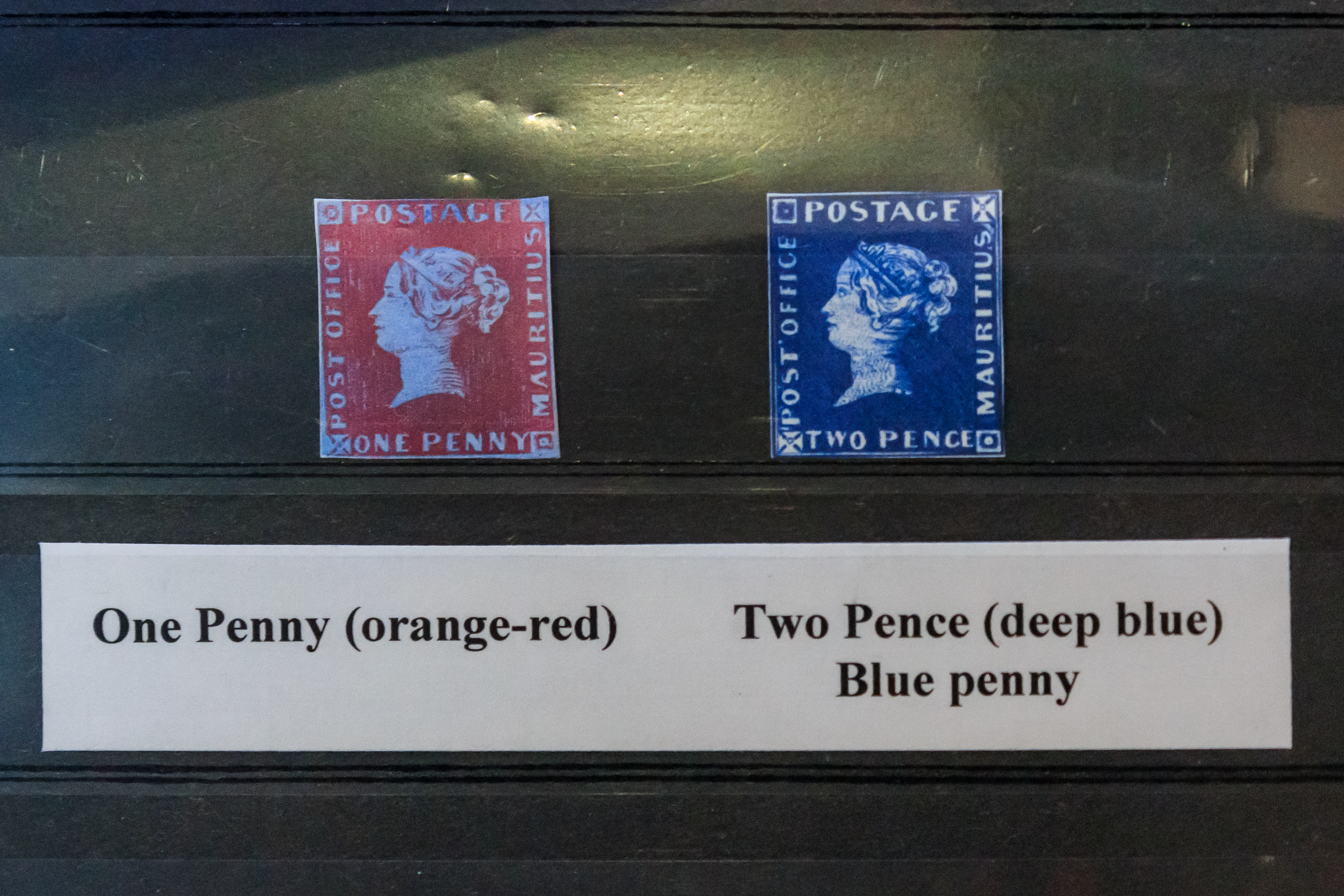
Первые марки Маврикия(Sc #1 и 2), размещённые в экспозиции музея

|                                |                                        |
| Здание Музея Голубого Маврикия | Розовый и Голубой Маврикий (Sc #1 и 2) |